# Carex salisiana
Carex salisiana là một loài thực vật có hoa trong họ Cói. Loài này được Brügger mô tả khoa học đầu tiên năm 1880.